# ديفيد ديوب (روائي)
ديفيد ديوب (بالفرنسية: David Diop)‏ روائي وأكاديمي فرنسي، متخصص في أدب القرن الثامن عشر،  حازت روايته في الليل كل الدماء سوداء على جائزة بوكر الدولية لعام 2021 ، وله أيضاً رواية شقيق الروح .